# Căn cứ hải quân Sevastopol
Căn cứ hải quân Sevastopol (tiếng Nga: Севастопольская военно-морская база; tiếng Ukraina: Севастопольська військово-морська база) là một căn cứ hải quân nằm ở Sevastopol, trên bán đảo Crimea đang tranh chấp. Đây là căn cứ của Hải quân Nga và là căn cứ chính của Hạm đội Biển Đen.

## Địa lý
Căn cứ hải quân Sevastopol hoàn toàn nằm trong lãnh thổ hành chính của Sevastopol. Nó có một số bến nằm trong một số vịnh Sevastopol - Severnaya (tiếng Nga: Северная бухта; tiếng Ukraina: Північна бухта), Yuzhnaya (tiếng Nga: Южная бухта; tiếng Ukraina: Південна бухта), Karantinnaya (tiếng Nga: Карантинная бухта; tiếng Ukraina: Карантинна бухта) và những bến khác.

## Lịch sử
Việc xây dựng cảng bắt đầu vào năm 1772, trong khi Chiến tranh Nga-Thổ Nhĩ Kỳ (1768 Hóa1774) vẫn đang tiếp diễn và kết thúc vào năm 1783, sau khi Đế quốc Nga sáp nhập Crimea. Vào ngày 13 tháng 5 năm 1783, mười một tàu đầu tiên của Hải quân Đế quốc Nga đã đến Vịnh Sevastopol.
Trong Chiến tranh Crimea (1853-1856), tất cả các tàu lớn đã bị đánh đắm ở lối vào vịnh vào năm 1854 để ngăn chặn sự xâm nhập của tàu địch vào vịnh. Thành phố đã tự bảo vệ mình trong 349 ngày chống lại quân đội đồng minh của Pháp, Vương quốc Anh, Đế chế Ottoman và Piemonte-Sardinia. Cuối cùng, người Nga đã phải từ bỏ Sevastopol vào ngày 9 tháng 9 năm 1855.
Trong Thế chiến I, Quân đội Đế quốc Đức đã chiếm Sevastopol vào ngày 1 tháng 5 năm 1918 mặc dù các cuộc đàm phán đang diễn ra để đạt được Hiệp ước Brest-Litovsk. Sau khi đàm phán thêm, các tàu quan trọng nhất của Hạm đội Biển Đen ở Vịnh Tseme trước Novorossiysk đã bị các thủy thủ đoàn của họ đánh chìm.
Trong Thế chiến II, Hạm đội Biển Đen của Hải quân Liên Xô đã có thể chống lại cuộc tấn công trên không đầu tiên của Luftwaffe của Đức Quốc xã. Tuy nhiên, sau khi thành phố tự bảo vệ trong 250 ngày, Sevastopol đã rơi vào tay người Đức vào ngày 4 tháng 7 năm 1942.
Sau khi Liên Xô tan rã vào cuối năm 1991, yêu sách của Hải quân Nga bây giờ về việc sử dụng căn cứ hải quân ban đầu đã bị mất (kể từ khi Crimea được chuyển đến SSR Ucraina vào năm 1954, căn cứ này nằm trên đất mới của nhà nước hậu Xô viết Ukraine). Từ đó trở đi, Nga đã trả tiền thuê hàng năm cho Ukraine để sử dụng căn cứ này cho đến năm 2014, theo quy định của Hiệp ước phân vùng trên Hạm đội Biển Đen và Hiệp ước Kharkov. Kể từ khi Liên bang Nga sáp nhập Crimea vào năm 2014, căn cứ hải quân một lần nữa nằm dưới sự kiểm soát của Nga.